# 科爾薩科沃區

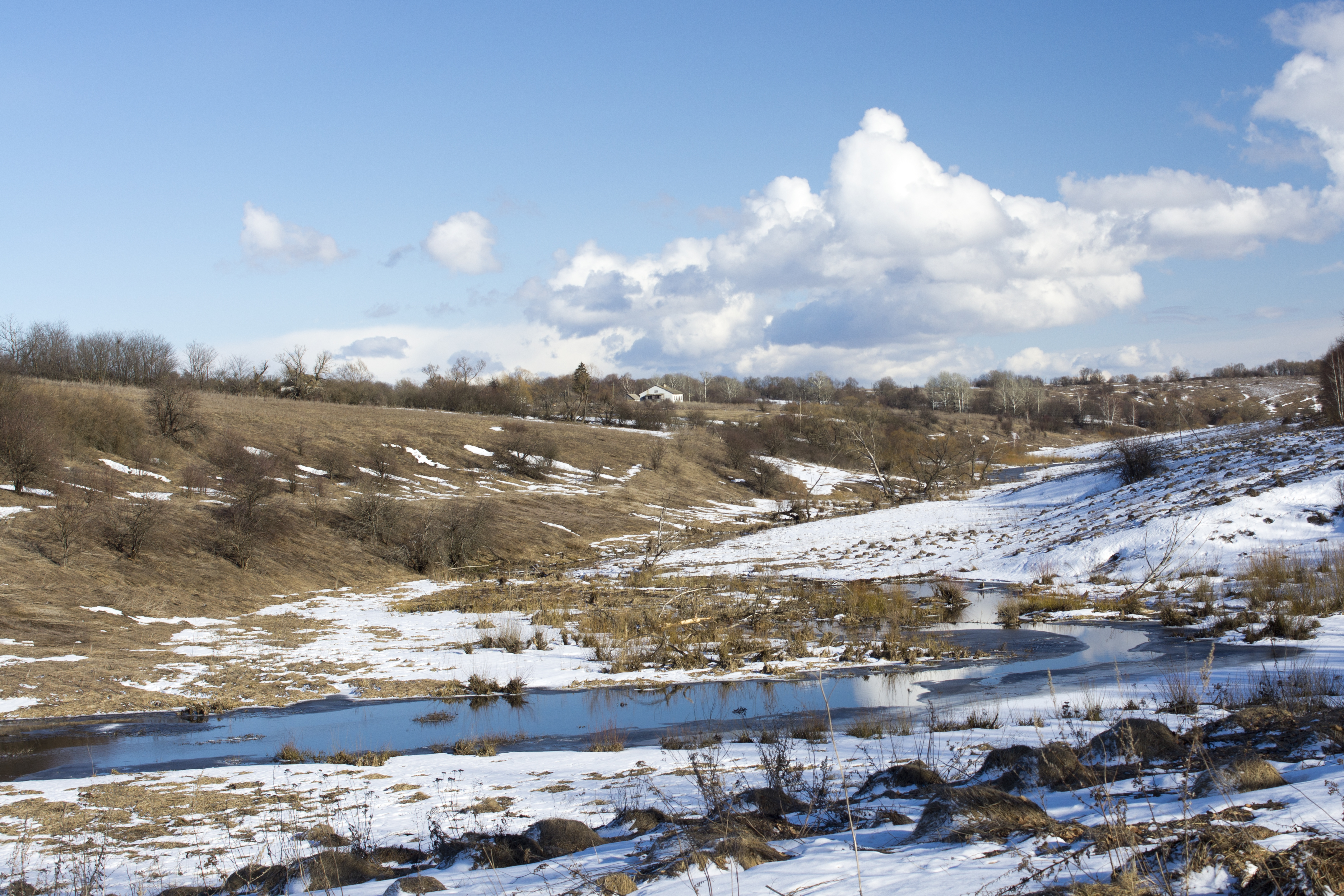

53°16′01″N 37°21′34″E / 53.26694°N 37.35944°E
科爾薩科沃區（俄语：Корсаковский район），是俄羅斯的一個區，位於該國西南部，由奧廖爾州負責管轄，面積690.9平方公里，2010年人口4,798，人口密度每平方公里6.94人。